# 強斌
強斌（1899年—？年），字允軒。寧夏省銀川人。民國37年（1948年）在寧夏省選區當選第一屆立法委員

## 生平[1]
- 甘肅省立高等師師範學校畢業
- 寧夏省臨時參議會參議員[2]
- 民國37年，當選立法委員，曾出席第一屆立法院第一會期農林及水利委員會、交通委員會、邊政委員會